# رينيه باوتشر (مجدف)
رينيه باوتشر (بالفرنسية: René Boucher)‏ هو مجدف فرنسي، ولد في 1 ديسمبر 1928 في Meulan-en-Yvelines ‏ في فرنسا.

## وصلات خارجية
- رينيه باوتشر على موقع الاتحاد الدولي للتجديف (الإنجليزية)
- رينيه باوتشر على موقع أوليمبيديا (الإنجليزية)